# Roething Lindinger
Roething Lindinger (fl. XX secolo) è stata una schermitrice tedesca, vincitrice di una medaglia di bronzo ai Campionati Internazionali di scherma.